# Bernard Joffa
Bernard Joffa (* April 1955) ist ein US-amerikanischer Filmproduzent und Filmregisseur, der 1991 mit seinem Kurzfilm Senzeni Na? für einen Oscar nominiert war.

## Beruflicher Werdegang
Joffa absolvierte die Filmhochschule, wo er mit dem späteren Regisseur P.J. Pesce und in Billy Frolicks Augen weiteren jungen Filmemachern zusammentraf. Frolick, ein amerikanischer Autor und Filmregisseur, thematisierte das in seinem Buch What I Really Want To Do Is Direct.  
Mit dem Kurzfilm Senzeni Na?, den Joffa gemeinsam mit Anthony E. Nicholas produzierte, und bei dem er auch Regie führte, wurde Joffa 1991 für einen Oscar in der Kategorie „Bester Kurzfilm“ nominiert. Der Film handelt davon, wie ein Schwarzer 1980 in Südafrika des Terrorismus verdächtigt, angeklagt und durch weiße Polizisten gefoltert wird. Der Oscar ging jedoch an Adam Davidson und dessen Film The Lunch Date. In Davidsons Film geht es um eine Verwechslung in einem Café, bei der sich eine weiße Frau an den Tisch eines Schwarzen setzt in dem Glauben, sie sitze an ihrem Tisch.
Für den Fernsehfilm A Woman of Color von 1997, bei dem Joffa Regie führte, schrieb er auch gemeinsam mit Frank Opperman das Drehbuch. Im darauffolgenden Jahr produzierte Joffa eine Fantasy-Geschichte über einen Bauern und dessen Frau, die zwei farbige Mädchen adoptieren, deren Mutter gestorben ist. Danach passieren auf der Farm seltsame Dinge.

## Filmografie (Auswahl)
- 1990: Senzeni Na? (Kurzfilm; Produzent, Regie)
- 1997: A Woman of Color (Fernsehfilm; Drehbuchautor)
- 1998: The Ghost (Fernsehfilm; Produzent, Regie)

## Auszeichnung
- 1991: Oscarnominierung zusammen mit Anthony E. Nicholas für und mit dem Film Senzeni Na? in der Kategorie „Bester Kurzfilm“